# Pistia stratiotes
Pistia stratiotes es la única especie del género monotípico Pistia. Esta planta acuática de la familia Araceae es llamada comúnmente repollito del agua o lechuga de agua. Es también el único miembro de la tribu Pistieae. En Cuba se llama lechuguilla y lechuga cimarrona; y en Filipinas, quiapo.

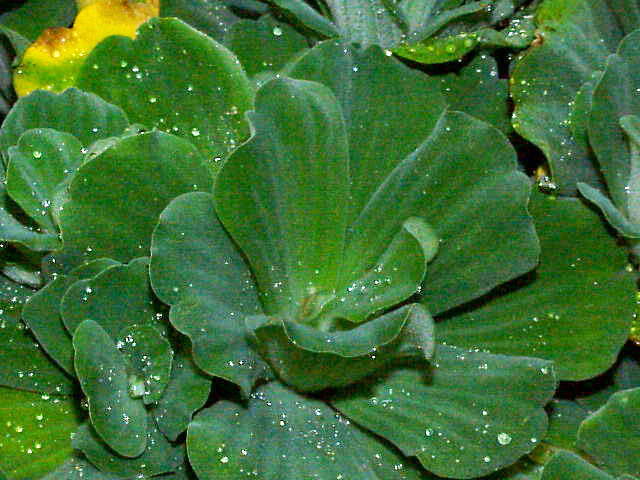
Pistia stratiotes

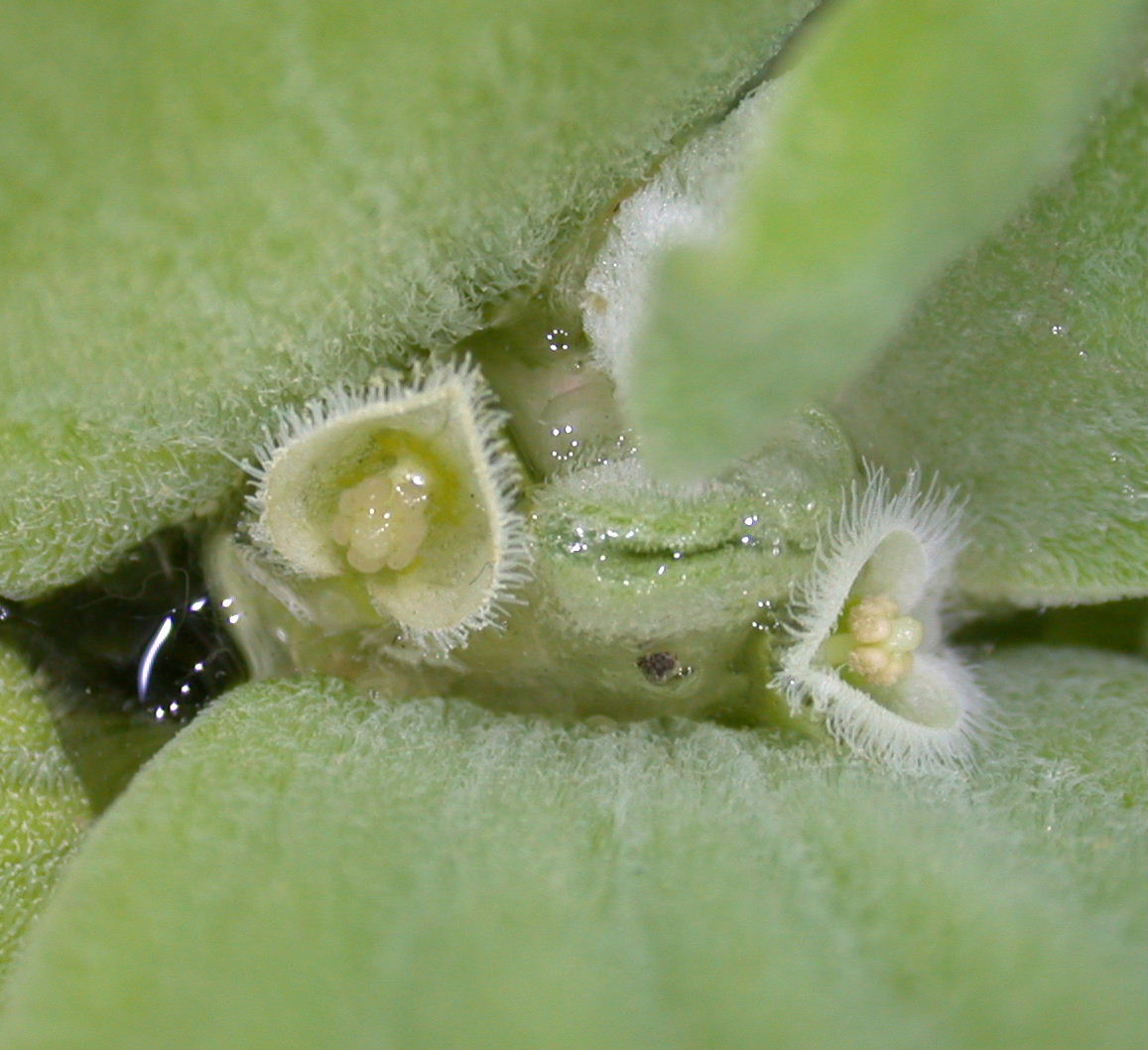
Pistia stratiotes Flor.

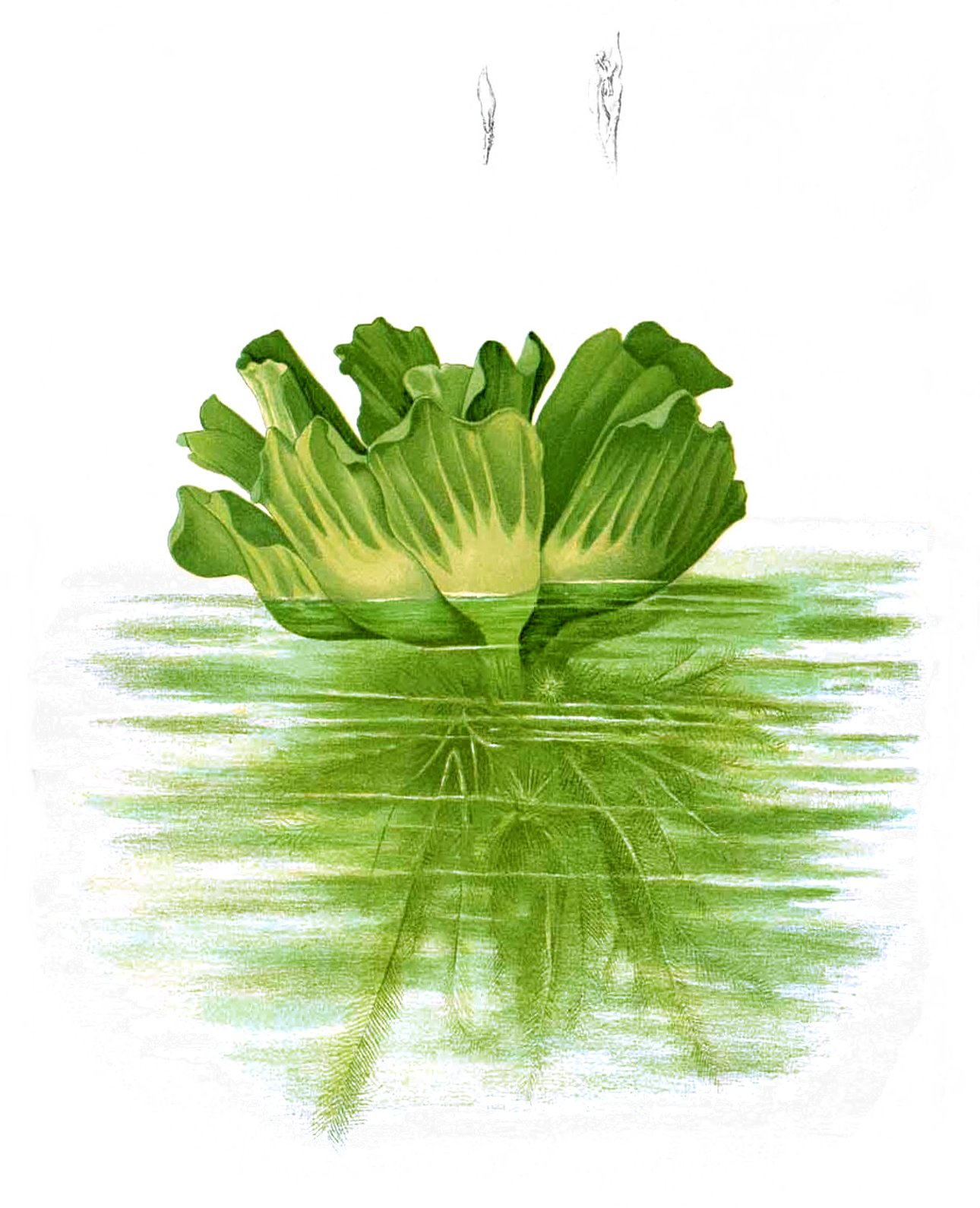
Ilustración

## Localización
Su distribución nativa es incierta, pero probablemente pantropical; donde primero fue descrita en el río Nilo cerca del lago Victoria en el interior de África. Ahora está presente naturalmente, o a través de introducción humana, en canales de agua dulce de casi todas las zonas tropicales y subtropicales del mundo.

## Descripción
Las plantas de Pistia stratiotes flotan en la superficie del agua con sus raíces que cuelgan sumergidas debajo de las hojas flotantes. Es una planta perenne monocotiledónea con las hojas gruesas, suaves que forman una roseta. 
Las hojas pueden tener hasta 14 centímetros de largo y tener algún vástago, son de márgenes verdes, con las venas paralelas, onduladas ligeras y se cubren con pelos cortos que forman como la estructura de una cesta que atrapan burbujas de aire, aumentando la flotabilidad de la planta. 
Las flores son dioicas, y se ocultan en el centro de la planta entre las hojas, las bayas verdes pequeñas se forman después de la fertilización. La planta puede también realizar un tipo de reproducción asexual, la planta madre y las hijas están conectadas por un estolón corto, formando densas esteras que cubren las superficies de charcas y de ríos de caudal lento. 

## Amenaza medioambiental
Su hábito de crecimiento puede hacerla una mala hierba en los canales. Es una mala hierba acuática común en Estados Unidos, particularmente dentro de Florida donde puede entorpecer el transporte en los canales. 
También presentan el potencial de reducir la biodiversidad de un canal. La superficie acuática cuando está despejada permite el intercambio de aire al agua, Pistia stratiotes forma sobre la superficie una masa compacta que evita el paso del oxígeno del aire al agua, esta falta de oxigenación del agua mata a los peces, también bloquean a las plantas sumergidas nativas alterando la distribución y desarrollo de las comunidades de plantas acuáticas autóctonas.
Pistia stratiotes puede ser controlada mediante cosechadoras mecánicas que quitan la lechuga del agua y la amontonan en la orilla. Los herbicidas acuáticos no están recomendados. Los insectos también se están utilizando como un control biológico. Los adultos y las larvas del gorgojo de Suramérica Neohydronomous affinis se alimentan en las hojas y tallos de Pistia stratiotes, así mismo las larvas de la polilla Spodoptera pectinicornis de Tailandia, ambas están demostrando ser herramientas útiles en el control de las explosiones de desarrollo de Pistia stratiotes.
La lechuga de agua se utiliza a menudo en acuarios tropicales para proporcionar la cubierta para gambas y peces pequeños. Es también útil para utilizarla como competidor de las algas por los alimentos disponibles en el agua, de tal modo que previene las floraciones masivas de algas.
En España, debido a su potencial colonizador y constituir una amenaza grave para las especies autóctonas, los hábitats o los ecosistemas, esta especie ha sido incluida en el Catálogo Español de Especies Exóticas Invasoras, regulado por el Real Decreto 630/2013, de 2 de agosto, estando prohibida en España su introducción en el medio natural, posesión, transporte, tráfico y comercio.

## Taxonomía
Pistia stratiotes fue descrita por Carlos Linneo y publicado en Species Plantarum 2: 963. 1753.
Sinonimia
- Zala asiatica Lour., Fl. Cochinch.: 405 (1790).
- Pistia spathulata Michx., Fl. Bor.-Amer. 2: 162 (1803).
- Pistia crispata Blume, Rumphia 1: 78 (1836).
- Pistia leprieuri Blume, Rumphia 1: 79 (1836).
- Pistia linguiformis Blume, Rumphia 1: 79 (1836).
- Pistia minor Blume, Rumphia 1: 78 (1836).
- Pistia occidentalis Blume, Rumphia 1: 79 (1836).
- Pistia aegyptiaca Schleid., Allg. Gartenzeitung 6: 19 (1838).
- Pistia commutata Schleid., Allg. Gartenzeitung 6: 20 (1838).
- Pistia obcordata Schleid., Allg. Gartenzeitung 6: 20 (1838).
- Pistia horkeliana Miq., Linnaea 18: 81 (1845).
- Pistia africana C.Presl, Epimel. Bot.: 240 (1851).
- Pistia amazonica C.Presl, Epimel. Bot.: 240 (1851).
- Pistia weigeltiana C.Presl, Epimel. Bot.: 240 (1851).
- Pistia turpinii K.Koch, Bot. Zeitung (Berlín) 10: 577 (1852).
- Apiospermum obcordatum (Schleid.) Klotzsch, Abh. Königl. Akad. Wiss. Berlín 1853: 351 (1853).
- Limnonesis commutata (Schleid.) Klotzsch, Abh. Königl. Akad. Wiss. Berlín 1853: 24 (1853).
- Limnonesis friedrichsthaliana Klotzsch, Abh. Königl. Akad. Wiss. Berlín 1853: 24 (1853).
- Pistia aethiopica Fenzl ex Klotzsch, Abh. Königl. Akad. Wiss. Berlín 1853: 354 (1853).
- Pistia brasiliensis Klotzsch, Abh. Königl. Akad. Wiss. Berlín 1853: 356 (1853).
- Pistia cumingii Klotzsch, Abh. Königl. Akad. Wiss. Berlín 1853: 354 (1853).
- Pistia gardneri Klotzsch, Abh. Königl. Akad. Wiss. Berlín 1853: 356 (1853).
- Pistia natalensis Klotzsch, Abh. Königl. Akad. Wiss. Berlín 1853: 354 (1853).
- Pistia schleideniana Klotzsch, Abh. Königl. Akad. Wiss. Berlín 1853: 356 (1853).
- Pistia texensis Klotzsch, Abh. Königl. Akad. Wiss. Berlín 1853: 356 (1853).[7]